# Villa Eduard-Bilz-Straße 27 (Radebeul)
Die Villa Eduard-Bilz-Straße 27 ist ein Wohnhaus im Stadtteil Oberlößnitz der sächsischen Stadt Radebeul. Es lag ursprünglich in der Mitte der Sophienstraße, die von den Gebrüdern Ziller auf eigene Kosten ausgebaut wurde und die heute den mittleren Teil der Eduard-Bilz-Straße bildet. Die Sophienstraße war nach der Zillerschwester Sophie Eugenia (1853–1874) benannt, die in frühen Jahren an Tuberkulose starb.

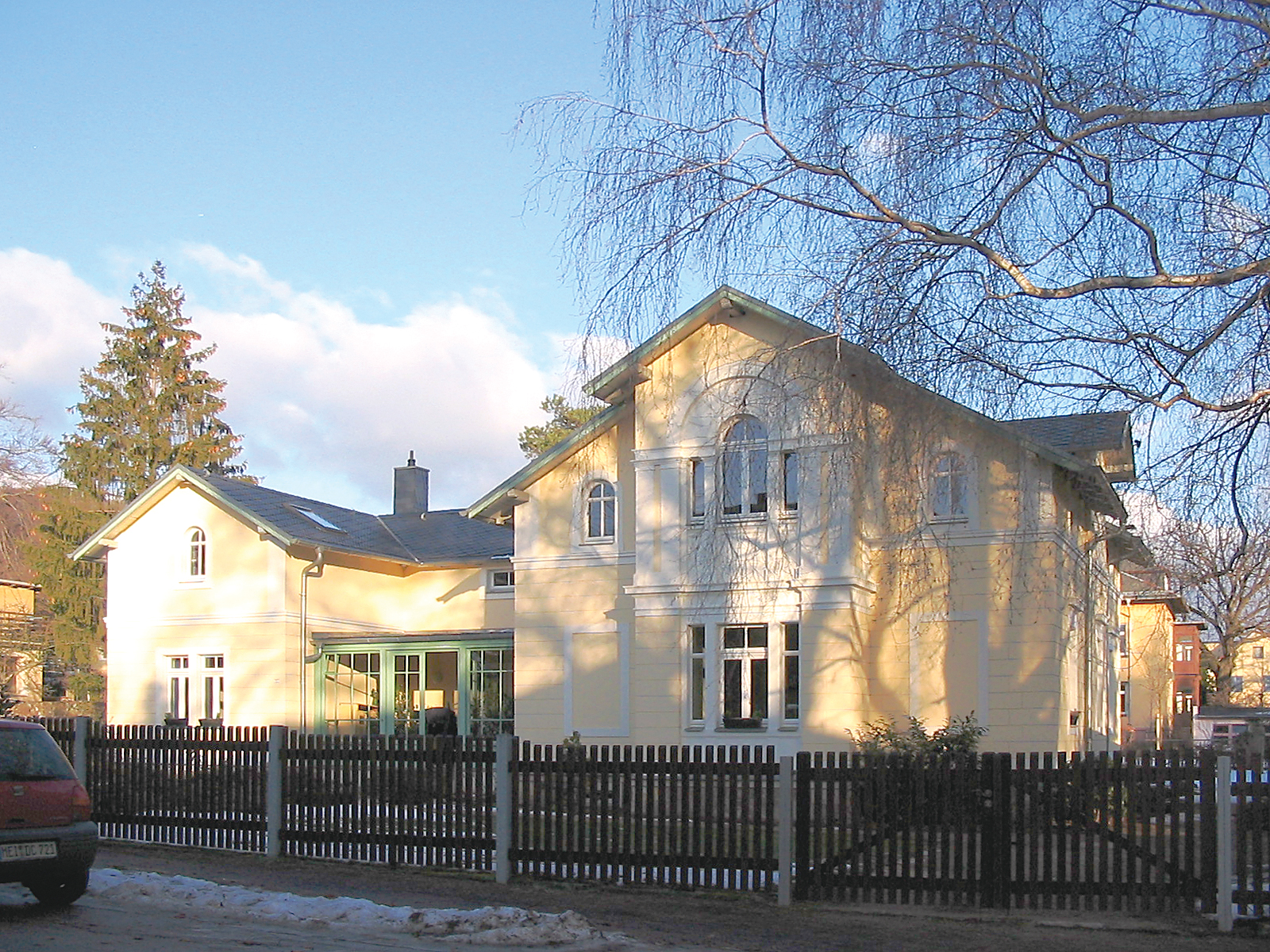
Villa Eduard-Bilz-Straße 27

## Beschreibung
Die als Gruppenbau konzipierte, unter Denkmalschutz stehende Villa besteht aus drei Baukörpern in Form eines größeren eineinhalbgeschossigen Haupthauses, giebelständig zur Eduard-Bilz-Straße und auf der Gartenseite des Grundstücks, also nach Süden ausgerichtet, eines schmalen eineinhalbgeschossigen, ebenfalls giebelständigen, Nebengebäudes auf der Nordseite sowie eines Verbindungsbaus mit dem Eingang. Dieser Verbindungsbau ist etwa so hoch wie das Nebengebäude.
Alle drei Baukörper haben ein flachgeneigtes Satteldach mit Sparrengiebeln. Im Giebel des Hauptbaus steht ein mit dem Dach abschließender Mittelrisalit mit einem Palladiomotiv. Auch vor der rechten Nebenansicht steht mittig ein Risalit mit Sparrengiebel. Vor dem Verbindungsbau steht ein wintergartenartiger Eingangsvorbau.
Die Fenster sind durch Sandsteingewände eingefasst. Die ehemals reiche Putzgliederung war zwischenzeitlich stark vereinfacht, wurde in jüngster Zeit jedoch wiederhergestellt.

## Geschichte
Die Gebrüder Ziller erschlossen um 1877 auf eigene Kosten die ehemalige Sophienstraße, die nach Fertigstellung in den Besitz der Landgemeinde Oberlößnitz übergeben wurde. Um die Straße, die an einem kleinen Platz (Alvslebenplatz) beziehungsweise der Nizzastraße beginnt, aufzuwerten, bauten die Gebrüder Ziller am Straßenbeginn auf eigene Kosten als erstes Gebäude dieser Straße den Sophienhof, eine mit der Hauptansicht in Richtung Süden zum Platz ausgerichtete und mit einem Turm versehene Villa in Form einer Gebäudegruppe.
Der Sophienhof war mitsamt dem Turm eine Abwandlung eines Zillerschen Haustyps, der in dieser Straße mehrfach errichtet wurde. Um die Wandlungsfähigkeit dieses Haustyps zu zeigen, bauten die Zillerbrüder im Jahr 1877 auf der gleichen Straßenseite, nur in der Mitte der Straße, einen weiteren solchen Gruppenbau. Abgesehen vom fehlenden Turm erhielt das Haupthaus statt der Koppelfenster im Giebel ein Palladiomotiv, welches in einen Mittelrisalit eingesetzt wurde. Insgesamt wurden die Fensteröffnungen anders verteilt. Statt der Akroteren auf dem Dach wurde wohl Brettschnitzerei unter dem Dach verwendet, die jedoch nicht erhalten ist. Der Verbindungsbau wurde nicht flach ausgebildet, sondern erhielt ebenfalls ein Satteldach auf Höhe des Nebengebäudes. Den Eingang durch den säulengeschmückten Eingangsportikus des Sophienhofs ersetzten die Bauherren durch eine gläserne Veranda.

## Ähnliche Gebäude
- Eduard-Bilz-Straße 17: Villa als Gruppenbau
- Eduard-Bilz-Straße 19: Villa als Gruppenbau
- Eduard-Bilz-Straße 21: 1877: Sophienhof (mit Turm, Denkmal)
- Eduard-Bilz-Straße 27: 1877: Villa als Gruppenbau (Denkmal)
- Eduard-Bilz-Straße 34: 1882/84: Villa Otto Hennig (Denkmal)
- Eduard-Bilz-Straße 37: 1878: Haus Rudell (Denkmal)
- Pestalozzistraße 39: 1879/1881: Villa Pestalozzistraße 39 (Denkmal, errichtet durch die Baufirma F. W. Eisold nach Gustav Zillers Entwurf)